# ليا إدين
ليا إدين (21 أغسطس 1947 - 9 أبريل 2021) امرأة إندونيسية متدينة. زعمت أنها تلقت وحيًا من ملك الوحي جبريل يدعو إلى عقيدة جديدة لمواصلة تعاليم الديانات الإبراهيمية الثلاث: اليهودية والمسيحية والإسلام، جنبًا إلى جنب مع الديانات الرئيسية الأخرى بما في ذلك البوذية واليانية والهندوسية في إندونيسيا.
توفيت إيدن في 9 أبريل 2021 عن عمر يناهز 73 عامًا.